# Compagnie du chemin de fer d'Anvers à Gand par Saint-Nicolas et Lokeren
La Compagnie du chemin de fer d'Anvers à Gand par Saint-Nicolas et Lokeren est une société anonyme belge créée en 1845 pour reprendre la concession d'un chemin de fer reliant les villes d'Anvers et Gand, via Saint-Nicolas et Lokeren.

## Histoire
La société anonyme créée par les actes des 22 mars et 25 février 1845, approuvée par l'arrêté royal du 31 mars 1845 (publié dans le Moniteur le 12 avril 1845), est dénommée Compagnie du chemin de fer d'Anvers à Gand par Saint-Nicolas et Lokeren et a son siège à Bruxelles. Son objet « est exclusivement l'établissement, l'exploitation et la jouissance des revenus du chemin de fer » d'Anvers à Gand.

### Après 1896
La ligne, doublement enclavée de par son écartement particulier et du fait qu'elle desservait Anvers par la rive opposée à la ville (nécessitant une traversée de l'Escaut en bateau), bénéficia d'un nouveau souffle : mise à double voies, nouvelles gares, matériel plus moderne et suppression de la gare en impasse de Gand-Waes.
Malgré cela, c'était encore une ligne secondaire dans les années 1960 lorsque la SNCB décida d'en réaliser un maillon important du réseau, relié à Anvers par un tunnel sous l'Escaut (le tunnel Kennedy, inauguré en 1970). La ligne fut électrifiée, mise à double voie et plusieurs sections comportant de nombreux passages à niveau furent mises en viaduc. Cette modernisation apporta à la ligne un trafic voyageurs et marchandises important et permit de développer la rive gauche du port d'Anvers, munie d'un raccordement au réseau ferré.

## Matériel roulant

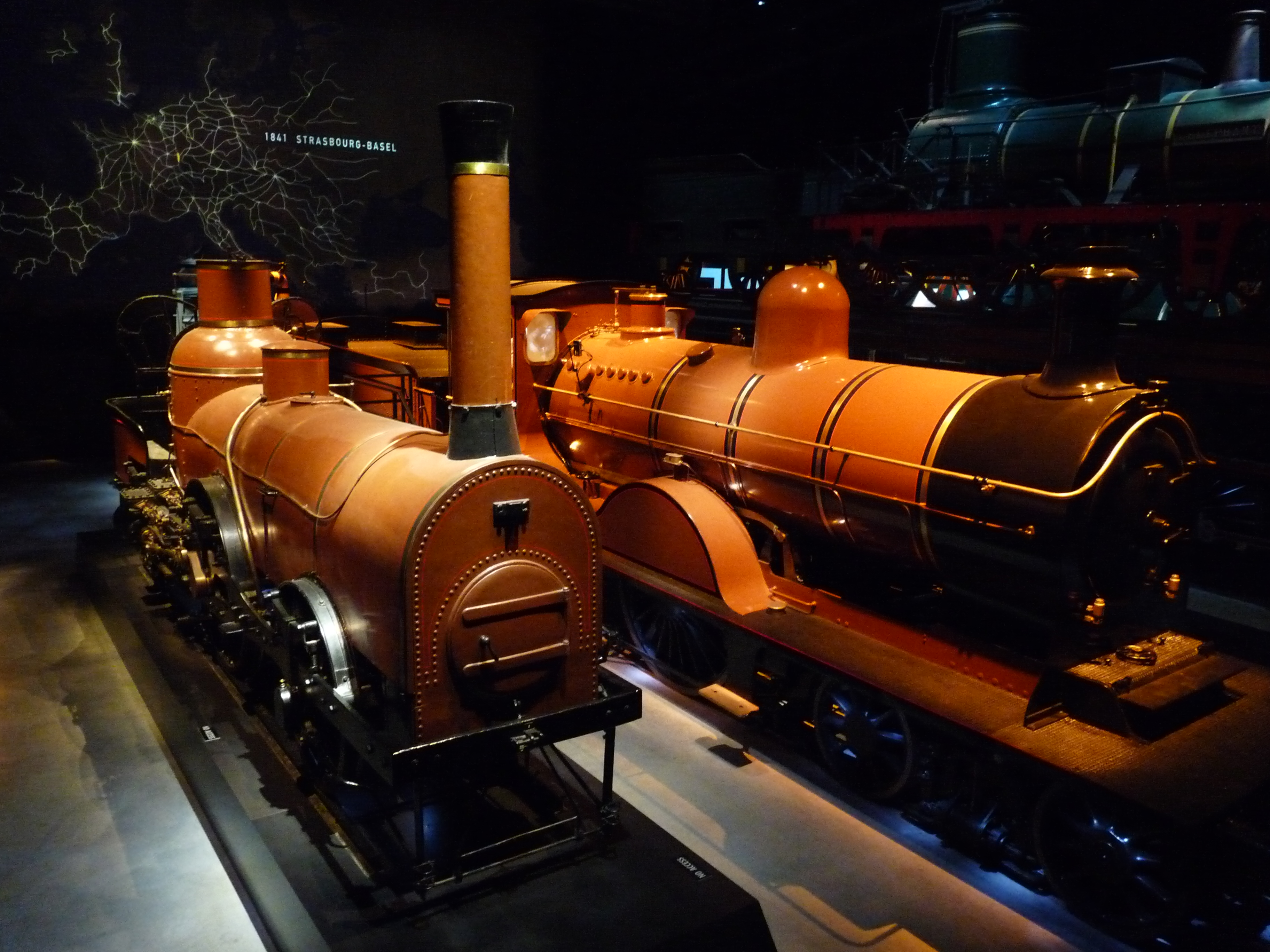
La Pays de Waes.

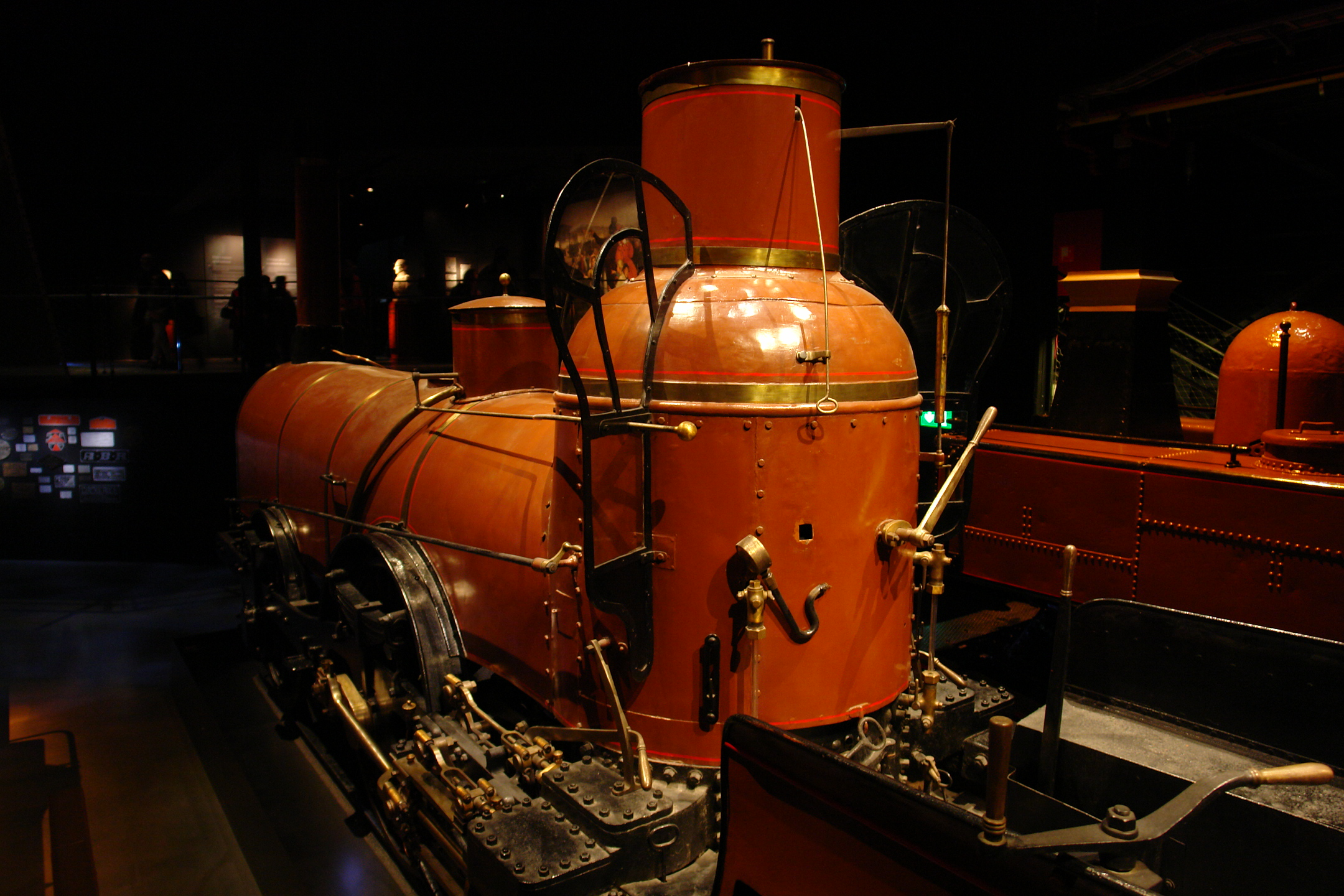
détail.

Pour son réseau, employant l'écartement de voies de 1 151 mm,, la Compagnie mit en service, de 1845 à 1892, 21 locomotives différentes. Elle n'employa jamais plus d'une quinzaine de locomotives à la fois[réf. nécessaire] et possédait uniquement des locomotives-tender.
- neuf locomotives de disposition 111T, numérotées 1 à 9, construites à Bruxelles de 1844 à 1846 dans les ateliers de Gustave De Ridder. Ces locomotives, très particulières, possédaient une soute à eau en selle recouvrant une chaudière disposée très bas ; le mécanisme et les cylindres étaient disposés en arrière de l'unique essieu moteur de part et d'autre du foyer vertical (disposition Haycock). Chacune de ces locomotives avait un nom :
  - La Flandre, Pays de Waes, Richaet, P. Verheyen, Anvers, Gand, Saint-Nicolas, Lokeren et Beveren
- cinq locomotives, numérotées 10 à 14 et construites par Saint-Léonard en 1880 (10 et 11) et en 1883, 1884 et 1885 pour les trois autres. Il s’agissait de locomotives tender de disposition 120T
- cinq locomotives numérotées 20 à 24, construites par Saint-Léonard en 1885, de disposition 111T.
- deux locomotives, numérotées 30 et 31, de disposition 120T mais plus grandes et plus puissantes que les locomotives précédentes. Construites par Saint-Léonard en 1892, elles avaient été prévues pour pouvoir être converties à l'écartement standard.

Après le rachat par l’État de la Compagnie du chemin de fer d'Anvers à Gand par Saint-Nicolas et Lokeren, seules les deux dernières locomotives, mises en service en 1892, furent converties à l'écartement standard (1 435 mm) ; ainsi converties, elles furent utilisées sur des trains-tramways (omnibus légers) autour de Liège jusqu'à leur mise hors-service entre 1921 et 1926. Les autres furent démolies et la Pays de Waes devint une locomotive de musée. C'est aujourd'hui la plus ancienne locomotive préservée en Europe continentale.

## Réseau

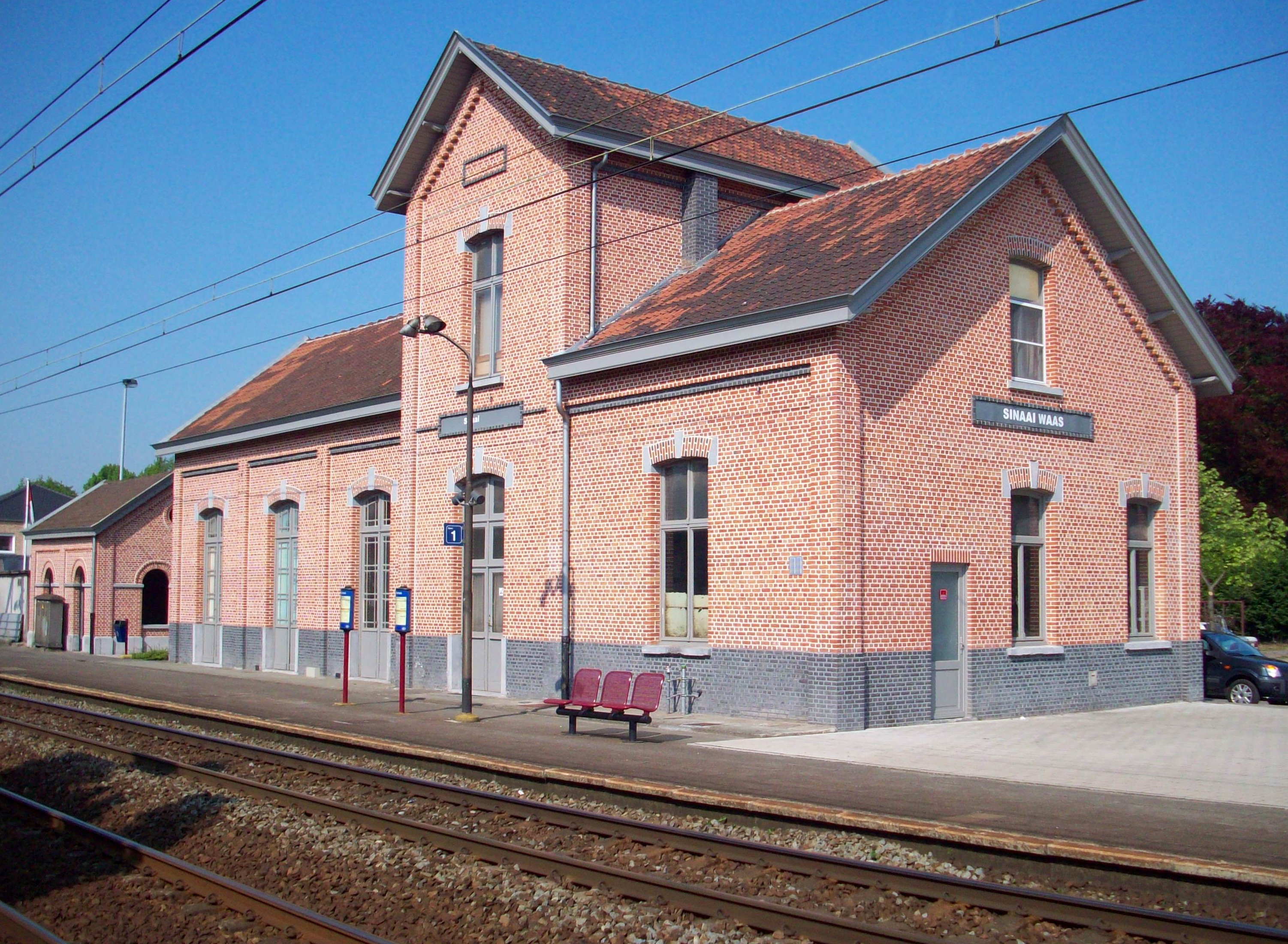
La gare de Sinay.

- Ligne d'Anvers rive Gauche à Gand (actuelle ligne 59)

## Vestiges
La locomotive Pays de Waes, construite à Bruxelles en 1845, est visible au musée Train World.
La plupart des gares de la ligne ont été démolies et remplacées par des bâtiments plus modernes, parfois dès la fin du XIXe siècle. La gare de Saint-Nicolas, démolie en 1972, était le plus grand bâtiment de la ligne. Un certain nombre gares de la ligne desservant des villages et petites villes ne reçurent un bâtiment qu'après le rachat par l’État.
- la gare de Sinay, construite en 1895, semble être le seul bâtiment de gare de la compagnie à avoir échappé à la démolition.